# Liste des ordres réguliers catholiques
Un ordre régulier est une agrégation de religieux qui prononcent des vœux religieux solennels, irrévocables, et qui suivent la même règle.
Pour le christianisme, certains de ces ordres ont existé avant les schismes (séparation des Églises d'Orient et d'Occident, Réforme protestante). Depuis, le catholicisme et l'anglicanisme sont à peu près les seules Églises chrétiennes ayant conservé cette organisation de la vie consacrée.
Voici la liste alphabétique des principaux ordres réguliers chrétiens (monastiques ou non).
- Haut – A
- B
- C
- D
- E
- F
- G
- H
- I
- J
- K
- L
- M
- N
- O
- P
- Q
- R
- S
- T
- U
- V
- W
- X
- Y
- Z

## A
- Adoratrices du Sacré-Cœur de Montmartre
- Ordre de Saint-Augustin
- Ordre des Augustines de La Miséricorde de Jésus
- Ordre des Sœurs de l'Adoration réparatrice,
- Ordre religieux et militaire d'Alcántara (Espagne)
- Ordre d'Arrouaise (règle de saint Augustin)
- Ordre des chanoines réguliers de saint Augustin
- Ordre d'Aviz (Portugal).

## B
- Ordre des Barthélémites
- Ordre de saint Basile
- Béates
- Ordre Bénédictin, ordre de Saint-Benoît, OSB
- Congrégation des Bénédictines du Sacré-Cœur de Montmartre

## C
- Ordre religieux et militaire de Calatrava (Espagne)
- Ordre des Camaldules
- Ordre du Carmel (carmes)
  - Ordre des Grands Carmes, OCarm
  - Ordre des Carmes déchaux (carmes déchaux et carmélites), OCD
- Ordre des Célestins
- Ordre des Chartreux, OCart
- Saint Ordre de Cîteaux (cisterciens) OCist
- Ordre cistercien de la stricte observance (cisterciens-trappistes), branche de l'ordre cistercien, OCSO
- Ordre de Cluny (clunisiens)
- Ordre de sainte Claire (clarisses) OSCl
- Ordre des Chalaisiens (fin XIe siècle-fin XIVe siècle)
- Communauté Saint-Jean

## D-E-F
- Ordre dominicain OP
- Ordre des Feuillants
- Ordre de Fontevraud ORF
- Ordre des Frères mineurs conventuels OFM conv
- Ordre des frères mineurs (franciscains) OFM
- Ordre des frères mineurs capucins OFMCap
- Famille monastique de Bethléem, de l'Assomption de la Vierge et de saint Bruno
- Fraternités monastiques de Jérusalem
- Frères des Écoles chrétiennes FSC

## G-H-I-J-K
- Génovéfains (voir Congrégation de France)
- Ordre de Grandmont
- Ordre de Saint-Guillaume (guillemites)
- Hospitaliers de l'ordre de Saint-Jean de Jérusalem

## L-M-N-O
- Ordre souverain de Malte
- Congrégation des pères mékhitaristes
- Ordre des Minimes
- Ordre de Notre-Dame-de-la-Merci, fondé par saint Pierre Nolasque
- Sœurs de Notre-Dame du Cénacle
- Ordre des Oblats de Marie-Immaculée, OMI
- Ordre des Oblats de la Vierge Marie, OMV
- Ordre des Oblats de saint Benoît

## P-Q-R
- Ordre des chevaliers Porte-Glaive
- Ordre des chanoines réguliers de Prémontré (Prémontrés), OPraem
- Ordre du Très Saint Rédempteur (rédempteuristes), CSsR

## S-T
- ordre canonial régulier du Saint-Sépulcre, OSSJ
- Ordre des Salésiens de Don Bosco, SDB
- Congrégation du Saint-Esprit (spiritains)
- Ordre de saint Jacques (Espagne)
- Ordre des Servites de Marie (servites), OSM
- Serviteurs de Jésus et de Marie
- Ordre du Temple
- Ordre Teutonique
- Ordre des Trappistes, Ordre cistercien de la stricte observance OCSO
- Ordre de la Très Sainte Trinité pour la rédemption des captifs (trinitaires) OSsT
- Filles du Saint-Esprit

## U-V-W-X-Y-Z
- Ordre de Sainte-Ursule (ursulines), OSU
- Ordre de la Visitation (visitandines)

## Pour approfondir